# Національна академія Санта-Чечилія
Національна академія святої Цецилії (італ. Accademia Nazionale di Santa Cecilia, «консерваторія святої Цецилії») — італійський навчальний заклад музичного профілю у Римі, одна з найстарших консерваторій.
Заснована 1585 року булою папи Сикста V, спочатку як товариство музикантів і композиторів з власним хором. Перші 37 років свого існування, товариство базувалося у Церкві всіх мучеників.
Найбільшої популярності заклад здобув на початку вісімнадцятого століття, коли в ньому працювали такі композитори як Арканджело Кореллі, Алессандро Скарлатті, Доменіко Скарлатті і Нікколо Джомеллі. У 1716 році папа Інокентій XI, в одному зі своїх указів видав постулат, згідно з яким всі музиканти, що навчаються у Римі, стають членами товариства. Під час наполеонівських війн заклад призупинив свою діяльність і відновив її знову в 1822 році. Офіційно товариство отримало статус академії у 1939 році і незабаром стало Папською академією. У список членів академії включені імена таких митців як Ґаетано Доніцетті, Джоаккіно Россіні, Нікколо Паганіні, Ференц Ліст та Гектор Берліоз. Почесним членом Академії була англійська королева Вікторія, а також радянські композитори Дмитро Шостакович та Тихон Хрєнников. Почесними членами Академії є Марта Аргеріх, Володимир Ашкеназі, Даніель Баренбойм, Пласідо Домінго, Філіп Ґласс, Арво Пярт, Кшиштоф Пендерецький, Іцхак Перлман, Саймон Реттл.
Серед дійсних членів Академії Мауріціо Полліні, Сальваторе Шарріно, Енніо Морріконе, Іван Феделе.
В даний час Академія виховує музикантів-інструменталістів, співаків та композиторів. У архіві є багата оцифрована колекція музичних документів, в Академії також діє музей музичних інструментів (MUSA).